# 福岡県立福岡聴覚特別支援学校
福岡県立福岡聴覚特別支援学校（ふくおかけんりつ ふくおかちょうかくとくべつしえんがっこう）とは、福岡県福岡市早良区荒江三丁目にある聴覚障害者のための特別支援学校である。

## 沿革
「学校紹介」（福岡聴覚特別支援学校公式ホームページ）参照。
- 1910年（明治43年） - 福岡盲唖学校（盲学校と聾学校を合わせた学校）創立[2]。
- 1931年（昭和6年） - 福岡県立福岡聾学校が開校。[2]
- 1937年（昭和12年）5月28日 - ヘレン・ケラーが来日した時に当地を訪れる[2][3]。
- 1948年（昭和23年）4月1日 - 学制改革により、小学部・中学部・高等部・専攻科を設置[1]。
- 1990年（平成2年）- 皇太子殿下の行啓訪問を受ける[3]。
- 2010年（平成22年）4月1日 - 福岡県立福岡聴覚特別支援学校（現校名）に改称[1][2]。

## アクセス
- 西鉄バス 荒江四角バス停前下車。[4]